# Доценко, Сергей Николаевич (боксёр)
Сергей Николаевич Доценко (род. 27 июля 1979, Ромашкино) — украинский боксёр-любитель, чемпион Украины, призёр Олимпийских игр 2000 года. Победитель Мемориала Странджа 1999. После окончания выступлений спортивный чиновник.

## Биография
Сергей Доценко родился в 1979 году в селе Ромашкино Сакского района Крымской области. Окончил Таврический национальный университет им. Вернадского по специальности «Физическое воспитание». Победитель первенства Украины по боксу среди юниоров 1996 году. Серебряный призер чемпионатов Украины по боксу 1998 и 1999 годах. Чемпион Украины по боксу 2000 года. Завоевал олимпийскую лицензию. Серебряный призер XXVII летних Олимпийских игр в Сиднее 2000 году. Начал профессиональную карьеру в боксе в 2001 году, победил в трех профессиональных поединках и завершил спортивную карьеру.
Возглавлял в 2005-2006 годах Республиканский комитета по физической культуре и спорту Крыма. Провёл в Симферополе турниры Украина – Южная Корея и Украина – Белоруссия. В Крыму проходят соревнования на призы Сергея Доценко. Дважды баллотировались в депутаты крымского парламента, сначала от партии «Сильная Украина» Сергея Тигипко, затем — от партии «Удар» Виталия Кличко.
После аннексии Крыма Россией принял российское гражданство. Является вице-президентом федерации бокса Республики Крым. Организовал первенство Всероссийского студенческого союза, которое прошло в международном лагере Артек в марте 2016 года
В 2018 году вступил в общественное движение Putin Team.

## Олимпийские бои
- Победа над Гильермо Хавьером Сапуто (Аргентина) 12-7
- Победа над Паркпумом Чэнгпхонаком (Таиланд) 13-5
- Победа над Данияром Мунайтбасовым (Казахстан) 8-7
- Победа над Виталием Грушаком (Молдавия) 17-8
- Проиграл бой Олегу Саитову (Россия) 16-24

## Награды
- Заслуженный мастер спорта Украины.
- Заслуженный работник физической культуры и спорта (2000).
- Орден «За заслуги» III степени (06.10.2000)[4]